# American Ballet Theatre
L’American Ballet Theatre (ABT) est une compagnie de ballet basée à New York. ABT est l'une des compagnies de ballet les plus importantes du XXe siècle. Fondée en 1937 par Lucia Chase (en) sous le nom de Mordkin Ballet, la compagnie change de nom en 1940 pour Ballet Theatre, avant de prendre sa dénomination actuelle en 1957. Se produisant au célèbre Lincoln Center, il s'agit toujours d'un établissement de premier ordre, aux États-Unis comme dans le monde.

## Histoire
La compagnie est fondée par Lucia Chase (en). Depuis 1977, sa saison annuelle a lieu au Metropolitan Opera de New York. ABT attire les plus grands danseurs et présente des œuvres de chorégraphes comme Antony Tudor.
La vocation première de la compagnie, souhaitée par ses fondateurs (Lucia Chase et Richard Pleasant), était de reprendre et de remonter les grands ballets classiques sur le sol américain. Cette politique prendra véritablement de l'ampleur à la suite de la nomination de Mikhaïl Barychnikov comme directeur artistique de la troupe en 1980  : sous son impulsion, des ballets comme La Bayadère, Don Quichotte entreront au répertoire de l'ABT. Depuis 1992, c'est le danseur et chorégraphe américain Kevin McKenzie qui en est le directeur artistique.
Certains danseurs de la compagnie ont été formés au Studio Maestro de New York, d'autres sortent de la Studio Company, établissement directement rattaché à l'ABT qui forme douze jeunes danseurs de 16 à 20 ans et les prépare à intégrer la compagnie.

## Organisation
L'American Ballet Théâtre n'organise pas ses saisons comme les autres compagnies ; les saisons sont scindées en deux, la Summer Season et Fall Season, et entretemps, le reste de l'agenda est consacré aux tournées (dont la première tournée en Chine de la campagne américaine en 2000, par exemple).
L'institution s'organise en trois niveaux distincts d'importance croissante :
- le corps de ballet : il se compose d'environ cinquante à soixante danseurs.
- les solistes
- les étoiles : au nombre de dix-huit, mais de nombreux principals ne sont que des invités appartenant à d'autres compagnies et ne viennent se produire avec l'ABT que trois ou quatre fois l'an (comme Diana Vichneva, Natalia Ossipova, Carlos Acosta...).

## Quelques danseurs célèbres
- Alicia Alonso
- Jean Babilée
- Mikhaïl Barychnikov
- Claude Bessy
- Paolo Bortoluzzi
- Michaël Denard
- Anton Dolin
- Barbara Fallis
- Alessandra Ferri
- Carla Fracci
- Alexander Godunov
- Marcia Haydée
- Rosella Hightower
- Natalia Makarova
- Alicia Markova
- Iván Nagy
- Erik Bruhn
- Rudolf Noureev
- Jerome Robbins
- Glen Tetley
- Antony Tudor
- Julio Bocca
- Violette Verdy
- Daniil Simkin
- Misty Copeland
- David Hallberg

## Filmographie
Le court-métrage Gravitation: Variation in Time and Space a été tourné en 2015 à l'American Ballet Theatre.